# Sant'Andrea di Conza

Sant'Andrea di Conza es uno de los 119 municipios o comunas ("comune" en italiano) de la provincia de Avellino, en la región de Campania. Con cerca de 1.930 habitantes, según el censo de 2001, se extiende por una área de 6 km², teniendo una densidad de población de 322 hab/km². Linda con los municipios de Conza della Campania y Pescopagano. 

## Demografía
| Gráfica de evolución demográfica de Sant'Andrea di Conza entre 1861 y 2001 |
|                                                                            |
| Fuente ISTAT - elaboración gráfica de Wikipedia                            |

- Datos: Q55099
- Multimedia: Sant'Andrea di Conza / Q55099

1. ↑  Worldpostalcodes.org, código postal n.º 83053.
2. ↑  «Codici Catastali». Comuni-italiani.it (en italiano). Consultado el 29 de abril de 2017.